# Bostonský případ
Bostonský případ (anglicky The Boston Strungler) je americký kriminální film režiséra Richarda Fleischera z roku 1968 podle knižní předlohy Gerolda Franka, založený na skutečných událostech příběhu sériového vraha známého pod označením bostonský škrtič. 
V hlavních rolích se objevili Tony Curtis jako škrtič Albert DeSalvo a Henry Fonda jako teoretik práva John S. Bottomly, jenž se ujímá funkce vrchního vyšetřovatele, který přiměl DeSalvu k doznání.

## Děj
První část filmu sleduje policejní vyšetřování s případy osob žijících stinný život v Bostonu, včetně promiskuitního chování. Ve druhé části je pak hlavní postavou údržbář Albert DeSalvo a na pozadí jeho činů, jejichž část je demonstrována, pak snaha o pochopení motivace. 
Poté, co se vloupá DeSalvo do bytu ženy, kterou sledoval přicházet domů, zjišťuje, že se v něm nachází také dospělý muž. Ve snaze před ním utéci je na ulici sražen autem a dopaden policií. Nejprve je obviněn pouze z vloupání a umístěn na psychiatrické oddělení ke sledování. Na ruce má otisk chrupu, který koresponduje s výpovědí poslední přepadené ženy, jež přežila. DeSalvo je diagnostikován jako rozdvojená osobnost a po několika rozhovorech s vyšetřovatelem Bottomlym se k činům přiznává. 
Záměrem vyšetřování je také odpovědět na otázku nastíněnou ve filmu:

Proč otevřelo třináct žen bostonskému škrtiči dveře?

## Obsazení
- Tony Curtis – Albert DeSalvo
- Henry Fonda – John S. Bottomly
- George Kennedy – detektiv Phil DiNatale
- Mike Kellinová – Julian Soshnick
- Hurd Hatfield – Terence Huntley
- Murray Hamilton – detektiv Frank McAfee
- Jeff Corey – John Asgeirsson
- Sally Kellermanová – Dianne Cluny
- William Marshall – státní zástupce Edward W. Brooke
- George Voskovec – Peter Hurkos
- Leora Danaová – Mary Bottomly
- Carolyn Conwellová – Irmgard DeSalvo
- Jeanne Cooperová – Cloe
- Austin Willis – Dr. Nagy
- Lara Lindsayová – Bobbie Eden
- William Hickey – Eugene T. O'Rourke
- Alex Rocco – detektiv v bytě desáté oběti
- James Brolin – detektiv seržant Phil Lisi
- John Cameron Swayze – televizní hlasatel
- George Furth – Lyonel Brumley
- Tom Aldredge – Harold Lacey

## Nominace a ocenění
Nominace
- Zlatý glóbus: nejlepší mužský herecký výkon – drama, Tony Curtis; 1969.
- Edgarova cena: Edgar Allan Poe Award, nejlepší film, Edward Anhalt; 1969.
- American Cinema Editors: Eddie, nejlepší střih ve filmu, Marion Rothmanová; 1969.